# Дорожаево (Ярославский район)
Дорожаево — деревня в Ярославском районе Ярославской области на шоссе Ярославль (12 км) — Углич, к востоку от реки Шепелюха. Входит в состав Ивняковского сельского поселения.

## История
В середине XX века деревни Рогово (западная часть современной деревни) и Грязновка (восточная часть, в XVIII веке называлась Дорошево) были объединены в деревню Дорожаево.

## Население
| 2007 | 2010 |
| ---- | ---- |
| 136  | ↘107 |

### Историческая численность населения
По состоянию на 1859 год в деревне было 19 домов и проживало 79 человека.
По состоянию на 1989 год в деревне проживало 212 человек.

### Национальный и гендерный состав
Согласно результатам переписи 2002 года, в национальной структуре населения русские составляли 98 % из 145 чел., из них 63 мужчины, 82 женщины.
Согласно результатам переписи 2010 года население составляют 47 мужчин и 60 женщин.

## Инфраструктура
Основа экономики — личное подсобное хозяйство, животноводство. Большинство населения работает в Ярославле. По состоянию на 2021 год большинство домов используется жителями для постоянного проживания и проживания в летний период. Вода добывается жителями из личных колодцев.
Имеется почтовое отделение № 150509 (обслуживает 74 дома), ФАП (филиал Ярославской центральной районной больницы), электрическая подстанция «Дорожаево» продуктовый магазин, памятник воинской славы, таксофон (около дома № 42). В советские времена действовал сельский клуб. На краю деревни стоял огневой дивизион ЗРК С-75, в/ч 52146 «П» (- «Планшет»). Ныне заброшена, не охраняется. Большинство зданий находятся в полуразрушенном состоянии.
Улицы — Центральная, Хвойная.

## Транспорт
Дорожаево расположено по обе стороны автодороги Р132 «Золотое кольцо». До деревни идёт грунтовая дорога.